# Monasterio de Santa Teresa (Arequipa)
El Monasterio de Carmelitas Descalzas de San José y Santa Teresa, más conocido como Convento de Santa Teresa en Arequipa, es un complejo religioso que alberga una comunidad de monjas carmelitas de clausura y el Museo de Arte Virreinal de Santa Teresa. Fue fundado en 1710 y es una muestra de la arquitectura del barroco andino. Se encuentra en el centro histórico de Arequipa, por lo que forma parte del Patrimonio Cultural de la Humanidad.

## Arquitectura
El monasterio se ubica en la esquina de las calles Melgar y Peral. Al igual que otros edificios virreinales de Arequipa, está construido con piezas de piedra volcánica blanca, localmente conocidas como sillar. El monasterio cuenta con un bello templo de una sola nave, un altar mayor con un hermoso sagrario de plata, cinco altares laterales y tres coros: el Coro Bajo, el Coro Alto y en una ubicación intermedia, el llamado Coro de los Músicos. Además, junto a la nave principal, se encuentra una torre con su campanario.
El claustro abierto como Museo, cuenta con 12 Salas de Exhibición abiertas al público, mientras que el resto del monasterio se reserva para la clausura. Entre las Salas que se puede visitar, están el Coro Bajo y la Sala Capitular, que se mantienen intactas como en la época virreinal, mientras que en las otras diez salas del conjunto, los objetos están expuestos de forma temática: los temas de estas Salas son: "la interpretación del arte virreinal", “La Orden del Carmen”, “La Natividad y la Sagrada Familia”; “La Orfebrería Virreinal”, “La Pasión de Cristo”;  “Los Santos de la Iglesia”, “La Virgen María”;  y el “Monasterio del Carmen de Arequipa”.
Las Salas antes mencionadas, están dispuestas en torno a uno de los claustros del convento, el llamado Claustro de las Oficinas, construido en 1750, que cuenta con un bella jardinería, en cuya parte central, sobresale una pileta de piedra de huamanga.

## Historia
El 23 de noviembre de 1710, se fundó en Arequipa el Monasterio de San José y Santa Teresa, ubicado en la esquina de las calles Melgar y Peral, en un terreno donado por la familia Arbe. Las fundadoras provenían del Convento de Santa Teresa del Cusco, lideradas por la madre María de Cristo Ramos Zabala, que se convertiría en la primera priora del convento carmelita en Arequipa.
Desde este monasterio, salieron a fundar un nuevo convento carmelita en la ciudad de Mollendo en 1966, siendo fundadora y priora la R.M. Carmen Rosa de Santa Teresita Villegas Romero. Fueron ocho hermanas a la fundación, pero posteriormente el nuevo convento se tuvo que trasladar a la ciudad de Ica, donde actualmente se encuentra el Monasterio de San José.
El 23 de junio del año 2001, un fuerte terremoto sacudió Arequipa, dañando seriamente a varios de sus monumentos arquitectónicos. El Monasterio de Santa Teresa sufrió serios daños en la iglesia, el Claustro de las Oficinas, y el campanario, mientras que el muro del Claustro del Noviciado se desplomó hacia el exterior. Desde el apoyo incondicional de 4 integrantes del equipo técnico de restauración en el templo, obreros especializados comprometidos a recuperarlo y el esfuerzo inconmensurable de las Madres Carmelitas y la comunidad de fieles, se logro recuperar el templo y efectuar refuerzos estructurales además recobrando su belleza inicial. Muchas de las obras de arte del interior del Monasterio estaban en riesgo de dañarse con la caída de más muros, por lo que se incluyó el Monasterio en el plan de salvataje que con el concurso de ICCROM (Centro Internacional de Conservación y Restauración del Patrimonio Cultural de Roma), comandaron en Arequipa los restauradores Franz Grupp y Zully Mercado.
Durante el trabajo de rescate posterior al terremoto, quedaron en evidencia importantes colecciones de arte virreinal. Tras el inventario y restauración, además de la necesidad de buscar formas de financiamiento para la restauración del monasterio, se decidió instalar dentro el convento el Museo de Arte Virreinal de Santa Teresa, que fue inaugurado el 16 de junio de 2005. Todo el trabajo del Museo (inventario, creación del guion, selección de piezas a exhibirse, diseño de la muestra y su mobiliario, así como el montaje y la dirección del Museo, se encargó a los restauradores Franz Grupp y Zully Mercado).

## El recorrido del Museo
En sus más de 300 años de existencia, el Monasterio ha ido atesorando pinturas, esculturas, mobiliario, orfebrería, artes decorativas, lienzos, pintura mural y objetos de uso cotidiano de diferentes épocas, procedencias y estilos artísticos. Sin duda, el Museo ofrece una de las más ricas y mejor expuesta muestra de objetos artísticos de los siglos XVI al XIX del Perú.
El Museo de Arte Virreinal del Monasterio cuenta con los siguientes espacios para recorrer:
- Antigua Portería (Sala de Interpretación de Arte Virreinal): Mediante 4 vitrinas didácticas, se muestra como se hacía la pintura mural sobre sillar, la manera como se pintaba y aplicaba el pan de oro en los antiguos lienzos, los pasos de la elaboración de las esculturas de maguey y tela encolada, y las técnicas para decorar muebles y otros objetos de madera.
- Claustro de las oficinas: Aquí las monjas desarrollaban sus oficios (oficina de la Madre Priora, portería, ropería, enfermería, toque de campanas, etc.). Es uno de los pocos claustros arequipeños que aun conserva su jardinería completa, lo que además de agradar a la vista, aportaba humedad ante el clima seco de Arequipa. Se construyó después de 1750. Destaca en la parte central una pileta de la misma época, labrada en alabastro. En la parte superior de las paredes se encuentran versos inspirados en textos de Santa Teresa y otros santos carmelitas, los mismos que impresos en un pequeño libro se pueden comprar en La Dulcería del museo.
- Cuarto prioral (Sala de la Orden del Carmen): Era la oficina de la Madre Priora. En esta sala podemos ver pinturas de Santa Teresa de Jesús, San Juan de la Cruz, y otros santos carmelitas, además de un gran relicario con las reliquias de santos y santas de la Orden Carmelita, entre otras piezas.
- Ropería (Sala de la Natividad y la Sagrada Familia): En la ropería las religiosas hacían sus hábitos y otras confecciones. La pieza más importante de la Sala, y una de las más valiosas de la colección, es el impresionante Baúl de la Natividad, cuyas piezas fueron hechas hacia 1730, en Quito, Ecuador, y traídas desde allí a lomo de mula. Junto a otras piezas, se puede ver también una bella colección de imágenes del Niño Jesús.
- Enfermería (Sala de Orfebrería): En donde se puede apreciar una interesante muestra de piezas de orfebrería y platería religiosa.
- Sala capitular: Aquí, las monjas se reúnen desde mediados del siglo XVIII, para la toma de decisiones de especial importancia para su comunidad, por eso mantiene el uso y decoración con el que se encontró antes de abrir el Museo, por lo que forma parte del “Museo vivo”. De especial interés en esta Sala es la pintura mural, de estilo rococó, de finales del siglo XVIII e inicios del XIX.  También se hallan varios lienzos inspirados en antiguos grabados europeos, así tenemos La Adoración del Becerro de Oro; dos escenas de la vida del rey David, entre otros.
- Coro Bajo: El Coro Bajo es otro de los ambientes que forman el “Museo Vivo” de Santa Teresa, pues sigue siendo usado por las monjas para participar en la Misa diaria y realizar sus oraciones comunitarias. Una de ellas el rezo cantado del Ángelus y la Hora Sexta, que a las 12 del día pueden oír los visitantes desde la Sala contigua.  Aquí también se ha conservado la ornamentación encontrada, compuesta por varios cuadros y esculturas de diversos temas, materiales y épocas, de una belleza impresionante.
- Confesionario o Sala de Profundis (Sala de la pasión de Cristo):  En esta sala se puede observar un completo Vía Crucis, compuesto de 14 pequeños lienzos con marcos tallados y dorados, de estilo rococó. También encontramos una sola vitrina con una bellísima talla en madera de Cristo Después de la Flagelación, verdadera obra maestra del arte barroco.
- Cuarto de las Campanas (Sala de Los Santos de la Iglesia): Al medio día, esta Sala se cierra al público, y mediante un interesante sistema de poleas, la hermana tañedora toca las tres campanadas que llaman al Ángelus, desde el claustro se puede ver el movimiento de las cuerdas y oír el sonido de las campanas, como se hace desde 1710.  Resaltan en una vitrina las esculturas de santos fundadores de órdenes que tienen o han tenido presencia en Arequipa: San Francisco de Asís, Santo Domingo de Guzmán, San Ignacio de Loyola, San Pedro Nolasco y Santa Teresa de Jesús. Muy realista además, es la imagen, en tamaño natural, de San Pedro de Alcántara, hecha seguramente en Quito, con el rostro y las manos vaciados en plomo, y cuidadosamente policromados.
- Coro Alto (Sala de la Virgen María): El Coro Alto también permanece en uso, siendo parte del Museo vivo. Aquí suben las religiosas para participar, cantando, en las Misas festivas. Durante el virreinato, una de las representaciones artísticas más usadas en el proceso de evangelización, fue la maternal figura de la Virgen María. Aquí encontramos bellas tallas de diferentes advocaciones marianas propias de América, especialmente en la zona andina.  De especial interés es la escultura, en tamaño natural, del Tránsito de la Virgen, en la que un desconocido artista ha tallado la imagen con la postura de una persona muerta, pero con los ojos abiertos, pues según tradición de la Iglesia, la Virgen no murió, sino que ascendió al Cielo en cuerpo y alma.
- Salas de la Vida Cotidiana: Son dos salas, en la primera se encuentra el locutorio que servía para que las religiosas reciban eventualmente alguna visita. Hoy la sala muestra diversos objetos relacionados con la vida cotidiana de este Monasterio, como la música, la farmacia, la confección de hostias e incienso, la pintura, la cocina, entre otros. Diversos objetos que nos dan cuenta de las labores de las monjas de clausura. En la segunda Sala del mismo tema, se muestra ahora una selección de piezas de porcelana procedente de China, España, Inglaterra, entre otros. Lo más probable, es que las vajillas aquí presentadas, llegaron al Monasterio como parte de la dote que la familia de cada monja tenía que entregar para la manutención de la nueva religiosa.
- Enfermería (Sala de los Ángeles y Arcángeles): En este ambiente, anexo a la enfermería, se expone parte de la colección de esculturas y pinturas de Ángeles y Arcángeles del Monasterio. Uno de los más importantes aportes que hicieron los artistas andinos al arte universal, es la creación iconográfica de los ángeles y arcángeles como guerreros celestiales.
- Callejón de Servicio: En las habitaciones de este colorido corredor vivía el personal de servicio que ayudaba a toda la comunidad, es decir a todas las monjas, y no a una religiosa en particular. El Monasterio tuvo empleadas domésticas solo hasta inicios del siglo XX. Por este pasaje transitaban también los eventuales trabajadores y hasta los bueyes que regularmente ingresaban a la huerta para arar los terrenos de cultivo.
- Patio de la Cerería:  En este patio se ve una reja y puerta que conducen al antiguo Galpón Grande, en donde se guardaban las andas procesionales, y en donde hoy funciona la nueva portería del Monasterio. En la antigua cerería (depósito de velas), funcionan hoy los servicios higiénicos del Museo.
- Depósito de la portería (Sala de exposiciones temporales): Aquí se guardaban los abastecimientos que ingresaban al Monasterio por la portería. Encontramos tres pequeños nichos que mantienen una temperatura un poco más baja que el resto de la habitación, lo que era muy útil para conservar los alimentos. En este espacio de presentan muestras artísticas diversas.

## La Dulcería
La dulcería del monasterio se ubica al ingreso del Museo, era la parte externa del locutorio, por lo que antiguamente lo usaban las religiosas para comunicarse con los familiares y amigos que las visitaban. Al igual que en el Monasterio de Santa Catalina y el Monasterio de Santa Rosa, las monjas elaboran pasteles y postres con antiguas recetas de la ciudad de Arequipa, como por ejemplo Manzanas Envueltas, Cigarrillos (Pastel mil hojas con relleno de lacayote), Chicharrones (Pastel milhojas con manjar blanco), entre otros. En la dulcería también se vende jabones de rosas preparados artesanalmente, vinagres de manzana natural, escapularios, miel de abeja, polen y recuerdos.

## Galería de imágenes

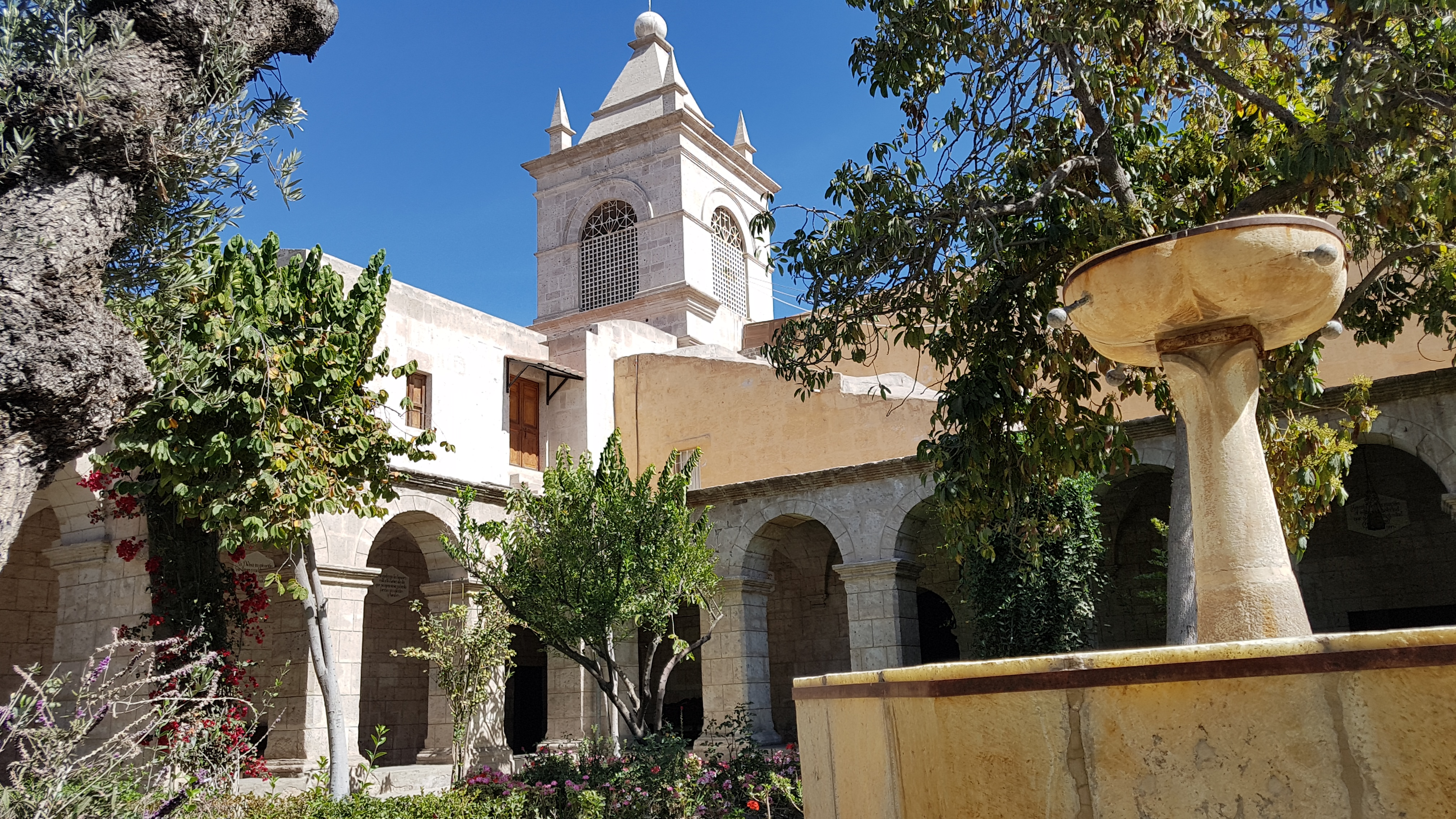
Claustro de los oficios
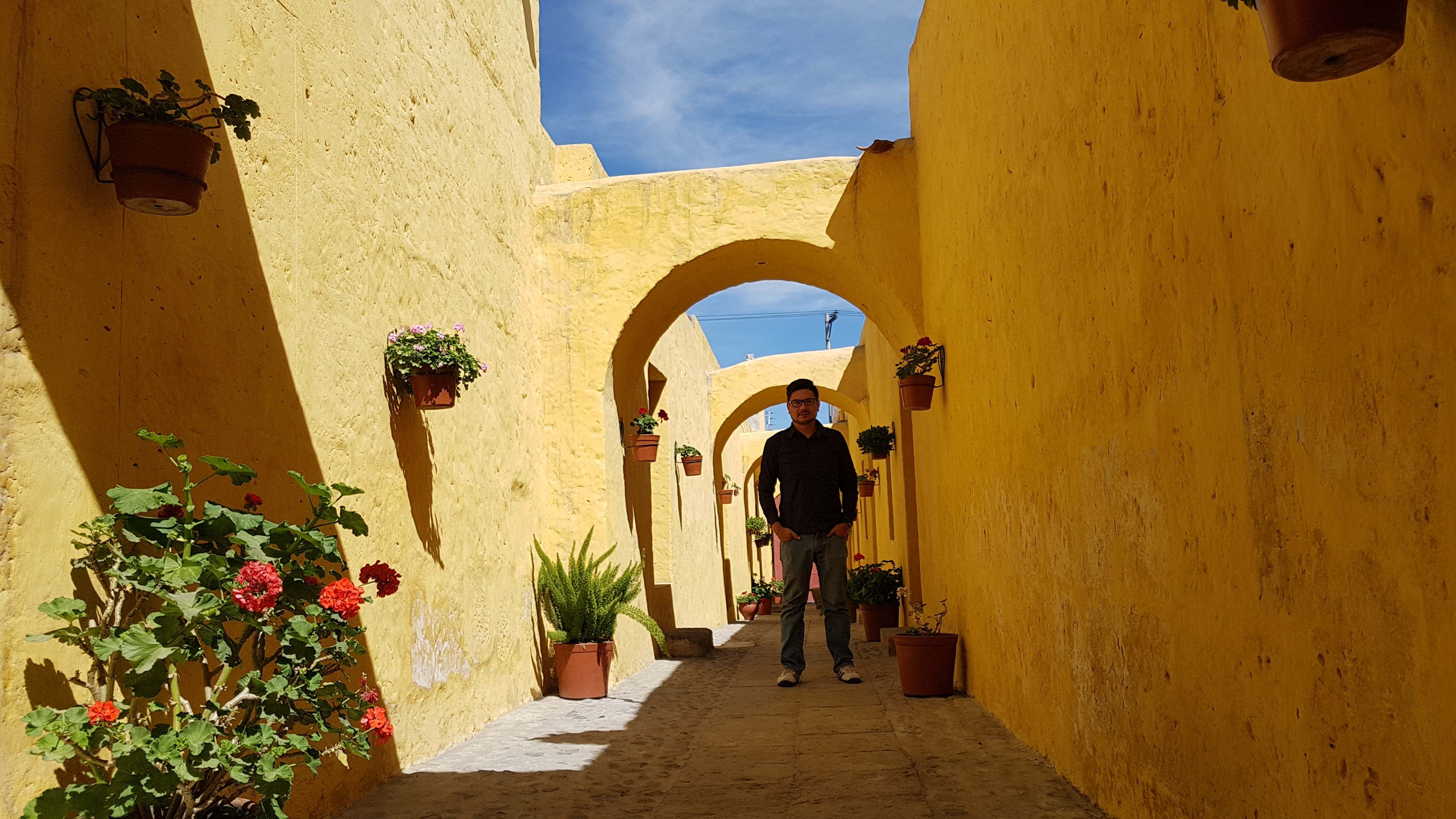
Corredor amarillo